# 0 год
Это — статья о нумерации лет в календаре, см. также статью о числе 0.
Нулевой год и «нулевой год до н. э.» отсутствует в григорианском и юлианском календарях. Это связано с отсутствием понятия математического нуля у европейцев в VI веке, на момент введения отсчёта лет от Рождества Христова. В принятом в исторической науке счёте лет за 1 годом до н. э. следует 1 год н. э. Кроме того, отсутствие нулевого года естественно объясняется использованием порядковых числительных для счёта, порядковый счёт всегда ведётся с первого номера (до первого года было ноль лет, то есть не было ни одного года, сразу после первого — ровно один).
Однако нулевой год используется в астрономической записи, в которой счёт лет соответствует бесконечной в обе стороны последовательности целых чисел на координатной прямой. При таком расчёте, когда каждому году соответствует целое число (а годам до нашей эры — неположительные целые числа), перед годом номер 1 (первым) должен идти нулевой год.

## Применение
Начинать счёт с нуля могут программисты, в силу того, что в компьютере обычно используются целые числа, в данном случае аналог «полных лет». В силу этого в стандартизированных системах летоисчисления, типа ISO 8601, и астрономическом летоисчислении нулевой год существует как отрезок времени длиной в год. Кроме того, в астрономической системе годы ранее 0 указываются как отрицательные.
| Традиционная хронология | 6 до н. э. | 5 до н. э. | 4 до н. э. | 3 до н. э. | 2 до н. э. | 1 до н. э. | 1 н. э. | 2 н. э. | 3 н. э. | 4 н. э. | 5 н. э. | 6 н. э. | 7 н. э. |
| ISO 8601                | −0005      | −0004      | −0003      | −0002      | −0001      | 0000       | 0001    | 0002    | 0003    | 0004    | 0005    | 0006    | 0007    |

В календаре майя 13.0.0.0.0 4 Ахау 8 Кумху также называется 0.0.0.0.0

## Начало веков и тысячелетий
Так как в григорианском и в юлианском календарях нет нулевого года, то первый век в них начинается 1 годом и заканчивается 100 годом. Соответственно, и любой век в этих календарях начинается годом, номер которого оканчивается на 01, и заканчивается годом, кратным 100, то есть оканчивающимся на 00. При этом цифра (цифры) до 00 в последнем году века представляет (представляют) собой число, равное номеру века, которое на единицу больше, чем число, обозначаемое цифрой (цифрами), предшествующей (предшествующими) последним двум цифрам в номерах остальных лет этого века. Таким образом, любой век длится с X01 года по Y00 год, где Y = X + 1.
Аналогично первое тысячелетие в этих календарях начинается 1 годом и заканчивается 1000 годом, любое вообще тысячелетие начинается годом, номер которого оканчивается на 001, и заканчивается годом, кратным 1000, то есть оканчивающимся на 000. При этом цифра (цифры) до 000 в последнем году тысячелетия представляет (представляют) собой число, равное номеру тысячелетия, причём это число на единицу больше, чем число, обозначаемое цифрой (цифрами), предшествующей (предшествующими) последним трём цифрам в номерах остальных лет этого тысячелетия. Таким образом, любое тысячелетие длится с X001 года по Y000 год, где Y = X + 1.

## Распространённое заблуждение
Распространено заблуждение, проявляющееся в неверном определении года, с которого начинаются века и тысячелетия в григорианском и в юлианском календарях.
Один из примеров ошибки — указ Петра I о введении новой системы летосчисления. В тексте указа есть такие слова: «…а будущаго Генваря съ 1 числа настанетъ новый 1700 годъ купно и новый столѣтній вѣкъ…» Здесь Пётр I допустил ошибку: он считал, что с 1 января 1700 года начнётся «новый столетний век» — XVIII. На самом же деле 1700 год — последний год XVII века, а XVIII век наступил 1 января 1701 года.
Фраза из заявления Президента Российской Федерации Б. Н. Ельцина от 31 декабря 1999 года о своём уходе в отставку с поста Президента: «Сегодня в последний день уходящего века я ухожу в отставку».
Германский император Вильгельм II объявил указом 31 декабря 1899 года концом XIX века и устроил по этому поводу грандиозный бал.
В Великобритании традиционно считается первым годом века год, оканчивающийся двумя нулями. В выпущенной в 2000 году книге «Гиннесс. Большая книга знаний» (издательство Guinness Publishing) в хронике человечества к XX столетию отнесены события, произошедшие в мире в 1900 году: убийство короля Италии Умберто I, установление британского протектората в Северной Нигерии и подавление иностранной интервенцией антизападного Боксёрского восстания в Китае.
По сообщению радиостанции «Маяк» от 25 декабря 1999 года Великобритания во главе с Королевой Елизаветой II встречала XXI век 1 января 2000 года.
На здании «Центра Помпиду» в Париже были установлены электронные часы, отсчитывающие секунды, оставшиеся до начала XXI века. На циферблате этих часов 0 секунд было показано в ночь на 1 января 2000 года, в то время как это должно быть на год позднее. Похожие часы «The Millennium Clock» висели на одной из улиц Нью-Йорка, в Манхеттене, и на Великой китайской стене. И те и другие отсчитывали время, оставшееся до 2000 года и нового тысячелетия.